# Libellus de situ Mediolani
Il Libellus de situ Mediolani (o Libellus de situ civitatis Mediolanensis) è un'opera letteraria mediolatina anonima di esaltazione della città di Milano.

## Contenuto
Venne composto durante l'episcopato di Arnolfo II da Arsago (998-1018) come prologo ad un Liber Pontificalis Ecclesiae Mediolanensis rimasto incompiuto. Diciassette manoscritti sono testimoni di questo testo.
Il Libellus incomincia ricordando il fondatore della città di Milano: il gallo Brenno.  Vengono poi offerte due etimologie del nome della città: in medio amnium ("a metà tra i [due] fiumi", Ticino e Adda, o forse Olona e Lambro), oppure media lana, dal nome di un maiale mostruoso, la scrofa semilanuta, ricoperta di pelo solo per metà del corpo, che sarebbe stata trovata nel luogo in cui poi venne edificata la città.
Si passa poi a descrivere la presenza di acqua nella città, non tanto come esaltazione estetica, ma per evidenziare l'alta qualità di vita di cui godevano gli abitanti. È probabile che questa descrizione dei corsi d'acqua che attraversavano Milano risenta della descrizione biblica dei quattro fiumi che attraversano il Giardino dell'Eden (Gen 2,8-14). Dopo avere decantato la felicità del sito, l'anonimo autore passa a parlare dei palazzi, delle terme, dei parchi e di tutti gli altri edifici che arricchiscono la città.
L'opera contiene anche la biografia dei primi sei vescovi di Milano: la storia della città e la sua grandezza si identificano quindi con la storia dei suoi vescovi e la loro potenza. Primo vescovo di Milano sarebbe stato addirittura san Barnaba, che avrebbe fondato la chiesa di Milano prima ancora di quando Pietro fondasse quella di Roma:
(De situ Mediolani, I,2)